# Битка на стоте полка
Битката на стоте полка от 20 август до 5 декември 1940 година е военна операция в Северен Китай по време на Втората китайско-японска война.
Тя включва масирани действия на редовни войски и партизански формирования в обширна окупирана от Япония област, организирани от Китайската комунистическа партия. В навечерието на операцията китайците мобилизират над 100 полка, наброяващи около 400 хиляди души. За няколко седмици те завземат ключови позиции, прекъсват важни комуникационни линии на противника и обсаждат множество разпръснати в страната японски гарнизони. С развитото през октомври контранастъпление на японците, китайските сили се оттеглят и демобилизират, но нанасяйки значителни загуби и щети на противника.
Битката на стоте полка става причина за планирането от японците на Политиката на трите „всичко“. Тя остава и последната мащабна акция на китайските комунисти за времето на войната.